# Nature
Nature (angleško: »narava«) je multidisciplinarna znanstvena revija, ki jo tedensko izdaja britanska založba Nature Portfolio, podružnica založnika Springer Nature. Revija pokriva široko področje naravoslovnih znanosti, z osrednjim delom, recenziranimi znanstvenimi članki v angleškem jeziku, ki ga dopolnjujejo publicistični prispevki – novice in komentarji, pisma bralcev, recenzije knjig, osmrtnice ipd., namenjeni tudi ostali zainteresirani javnosti. Izvirni znanstveni prispevki so v obliki člankov ter pisem, njihov slog je zaradi omejitve dolžine izrazito kompleksen in zgoščen. Pogosto ti prispevki predstavljajo le povzetek obsežne študije, obširneje predstavljene v spletnih prilogah.
Ob revijah Science, Proceedings of the National Academy of Sciences (PNAS) in Journal of Biological Chemistry je Nature ena od daleč najuglednejših in najvplivnejših znanstvenih revij na svetu. Njen faktor vpliva je po podatkih za leto 2019 znašal 42,778, pri čemer je porazdelitev izrazito nesimetrična: peščica najodmevnejših člankov prejme po sto ali več citatov letno, večina pa po nekaj deset. Uredniški proces je močno selektiven (po podatkih založnika je objavljenih manj kot 8 % prejetih prispevkov) in po mnenju kritikov elitističen ter izključujoč, kar sproža razprave o znanstvenem založništvu kot celoti.
Leta 2007 sta reviji Nature in Science za objave nekaterih najpomembnejših znanstvenih del v zadnjih 150 letih prejeli nagrado Princesa de Asturias za komunikacijo in humanistiko.